# Burlington (Vermont) polgármestereinek listája
Ez a lista Burlington polgármestereit sorolja fel. A jelenlegi polgármester Miro Weinberger, akit első alkalommal 2012-ben választottak meg. A burlingtoni önkormányzati választásokat 2003 óta háromévente tartják. A legutóbbi választás 2021-ben volt, a következő pedig 2024-ben lesz.
| #       | Párt         | Polgármester             | Hivatali idő           | Megjegyzések                                                                          |
| ------- | ------------ | ------------------------ | ---------------------- | ------------------------------------------------------------------------------------- |
| 1       | Pártonkívüli | Albert L. Catlin         | 1865–1866              |                                                                                       |
| 2       | Pártonkívüli | Torrey E. Wales          | 1866–1868              |                                                                                       |
| 3       | Republikánus | Phineas D. Ballou        | 1868–1870              |                                                                                       |
| 4       | Demokrata    | Daniel Chipman Linsley   | 1870–1870              |                                                                                       |
| ügyvivő | Republikánus | Torrey E. Wales          | 1870–1871              |                                                                                       |
| 5       | Republikánus | Luther C. Dodge          | 1871–1874              |                                                                                       |
| 6       | Demokrata    | Calvin H. Blodgett       | 1874–1876              |                                                                                       |
| 7       | Republikánus | Joseph D. Hatch          | 1876–1883              |                                                                                       |
| 8       | Republikánus | George H. Morse          | 1883–1885              |                                                                                       |
| 9       | Republikánus | Urban A. Woodbury        | 1885–1887              |                                                                                       |
| 10      | Republikánus | William W. Henry         | 1887–1889              |                                                                                       |
| 11      | Republikánus | William A. Crombie       | 1889–1891              |                                                                                       |
| 12      | Demokrata    | Seneca Haselton          | 1891–1894              |                                                                                       |
| 13      | Republikánus | William James Van Patten | 1894–1896              |                                                                                       |
| 14      | Republikánus | Hamilton S. Peck         | 1896–1898              |                                                                                       |
| 15      | Demokrata    | Elliot M. Sutton         | 1898–1899              |                                                                                       |
| 16      | Republikánus | Robert Roberts           | 1899–1901 (először)    |                                                                                       |
| 17      | Republikánus | Donly C. Hawley          | 1901–1903              |                                                                                       |
| 18      | Populista    | James Edmund Burke       | 1903–1907 (először)    |                                                                                       |
| 19      | Republikánus | Walter J. Bigelow        | 1907–1909              |                                                                                       |
| 20      | Populista    | James Edmund Burke       | 1909–1911 (másodszor)  |                                                                                       |
| 21      | Republikánus | Robert Roberts           | 1911–1913 (másodszor)  |                                                                                       |
| 22      | Progresszív  | James Edmund Burke       | 1913–1915 (harmadszor) |                                                                                       |
| 23      | Republikánus | Albert S. Drew           | 1915–1917              |                                                                                       |
| 24      | Demokrata    | John Holmes Jackson      | 1917–1925 (először)    |                                                                                       |
| 25      | Republikánus | Clarence H. Beecher      | 1925–1929              |                                                                                       |
| 26      | Demokrata    | John Holmes Jackson      | 1929–1933 (másodszor)  |                                                                                       |
| 27      | Progresszív  | James Edmund Burke       | 1933–1935 (negyedszer) |                                                                                       |
| 28      | Republikánus | Louis F. Dow             | 1935–1939              |                                                                                       |
| 29      | Demokrata    | John J. Burns            | 1939–1948              |                                                                                       |
| 30      | Demokrata    | John Edward Moran        | 1948–1957              |                                                                                       |
| 31      | Republikánus | Claude Douglas Cairns    | 1957–1959              |                                                                                       |
| 32      | Demokrata    | James E. Fitzpatrick     | 1959–1961              |                                                                                       |
| 33      | Republikánus | Robert K. Bing           | 1961–1963              |                                                                                       |
| 34      | Republikánus | Edward A. Keenan         | 1963–1965              |                                                                                       |
| 35      | Demokrata    | Francis J. Cain          | 1965–1971              |                                                                                       |
| 36      | Demokrata    | Gordon H. Paquette       | 1971–1981              |                                                                                       |
| 37      | Pártonkívüli | Bernie Sanders           | 1981–1989              | Megválasztva 1981-ben, 1983-ban, 1985-ben és 1987-ben.                                |
| 38      | Pártonkívüli | Peter A. Clavelle        | 1989–1993 (először)    | Megválasztva 1989-ben és 1991-ben; elvesztette a választást 1993-ban.                 |
| 39      | Republikánus | Peter C. Brownell        | 1993–1995              | Megválasztva 1993-ban. Elvesztette a választást 1995-ben.                             |
| 40      | Progresszív  | Peter A. Clavelle        | 1995–2006 (másodszor)  | Megválasztva 1995-ben, 1997-ben, 1999-ben, 2001-ben és 2003-ban. Nem indult 2006-ban. |
| 41      | Progresszív  | Bob Kiss                 | 2006–2012              | Megválasztva 2006-ban és 2009-ben. Nem indult 2012-ben.                               |
| 42      | Demokrata    | Miro L. Weinberger       | 2012–                  | Megválasztva 2012-ben, 2015-ben, 2018-ban és 2021-ben.                                |